# Cornelius Aurelius
Cornelius Gerardi Aurelius, gelatineerde naam van Cornelis Geritsz., ook wel Goudanus, gelatineerde vorm van Gherytsz. van Gouda, (Gouda, ca. 1460 - 8 augustus 1531) was als regulier kanunnik lid van de kloosterorde der augustijnen en tevens een Nederlandse humanist uit de zestiende eeuw. Hij schreef poëtische, historiografische, hagiografische, politieke en theologische werken.

## Levensloop

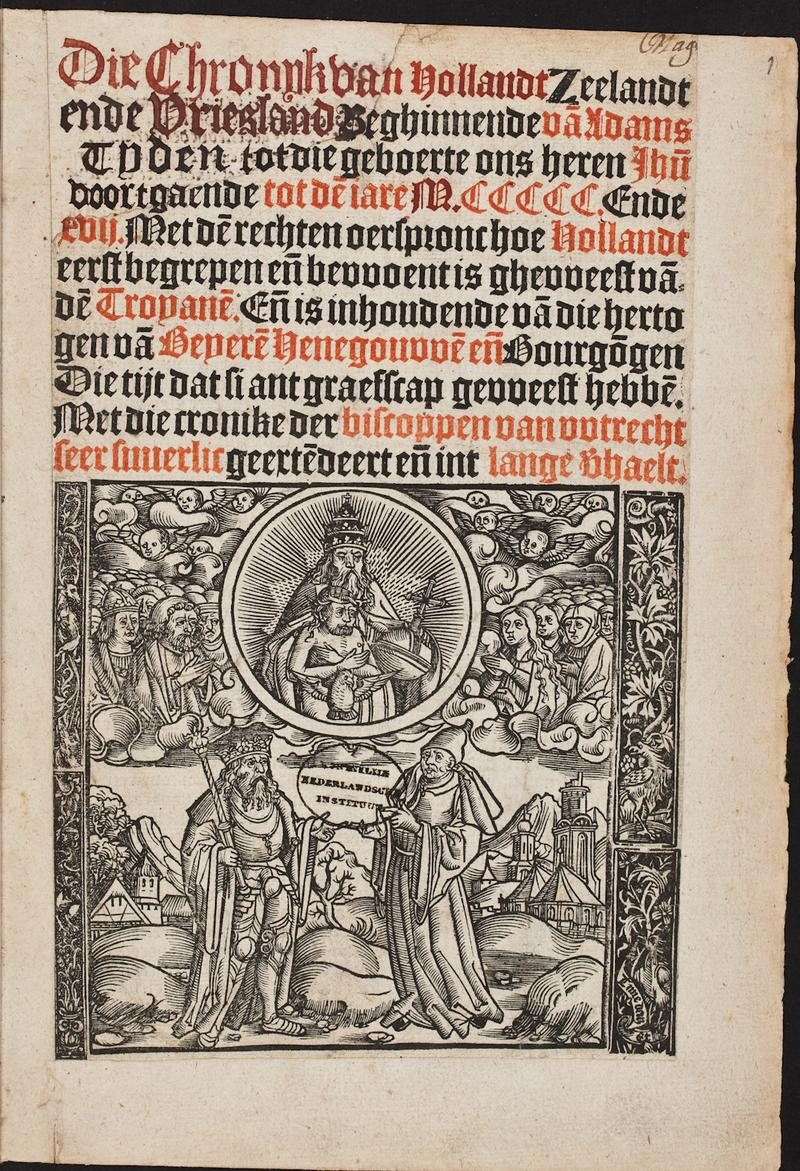
Titelpagina van Die cronycke van Hollandt Zeelandt ende Vrieslant (Divisiekroniek), 1517.

Rond 1470 startte Aurelius als leerling aan de Latijnse School in Deventer. In de jaren 1477-1485 studeerde Aurelius aan de universiteiten van Keulen, Leuven en Parijs. Aurelius woonde afwisselend in het klooster Hemsdonk (St. Maarten op den Donk, kapittel van Sion) bij Schoonhoven en in het klooster Hieronymusdal of Lopsen te Leiden (congregatie van Windesheim), zodat hij ook wel bekendstaat als Cornelis Duncenus en Cornelis Lopsenus. In beide kloosters vervulde Aurelius op verschillende momenten de functies van scriptor en prior. Vanaf 1526 woonde Aurelius in het Windesheimer klooster Bernstein in de buurt van Dordrecht.
In 1497 maakte Aurelius deel uit van een commissie die op verzoek van het Parlement te Parijs door het kapittel van Windesheim naar die stad werd gezonden, om de buiten de stadsmuren gelegen abdij van Sint-Victor te hervormen. De commissie bleef tot 16 augustus 1498 te Parijs. Tijdens zijn verblijf in Parijs raakte hij bevriend met de humanistische geleerde Robert Gaguin. Na zijn terugkomst schijnt hij voornamelijk in het klooster Hemsdonk te hebben vertoefd, en daar zal hij in oktober 1508 van keizer Maximiliaan I een lauwerkrans hebben ontvangen, toen deze op het naburige slot Liesveld vertoefde.
Aurelius was een van de vroegste humanisten in de Lage Landen. Hij verkeerde in de Goudse kring van humanisten, waar ook zijn neef Willem Hermansz., Desiderius Erasmus en Reinier Snoy deel van uitmaakten. Hij wisselde brieven met vele van de bekendste mannen van zijn tijd, in het bijzonder met Erasmus, wiens leraar (praeceptor) hij wel wordt genoemd. Aurelius heeft veel geschreven, zowel proza als gedichten. In deze werken is de invloed van zowel de Moderne Devotie als het humanisme voelbaar. Een groot deel van Aurelius' werken is nog onuitgegeven. Zijn belangrijkste uitgegeven werken zijn:
- Marias (voltooid vóór november 1497): een episch gedicht over het leven van Maria;
- Defensorium gloriae Batavinae (verm. geschreven in de jaren 1508-1509): een traktaat over de Bataven, een antieke Germaanse stam in de Lage Landen, volgens Aurelius de voorvaders van de Hollanders;
- Elucidarium scopulosarum questionum super Batavina regione et differentia (verm. geschreven in de jaren 1509-1510): een tweede traktaat over de Bataven, opgedragen aan de Goudse historicus Reinier Snoy;
- Die cronycke van Hollandt, Zeelandt ende Vrieslant, beter bekend als Divisiekroniek (gedrukt door Jan Seversz. in 1517): een zeer invloedrijke kroniek over de Hollandse geschiedenis van de schepping tot 1517;
- Diadema imperatorum (verm. geschreven in de jaren 1519-1520): een traktaat over de ideale vorst, opgedragen aan keizer Karel V.

Het Defensorium, Elucidarium en Diadema imperatorum werden eerst in 1586 uitgegeven door Bonaventura Vulcanius in een werk getiteld Batavia. Dit werk leidde, samen met het heruitgegeven werk van Gerardus Geldenhouwer, tot de 17e-eeuwse Bataafse mythe.